# Distretto rurale di Banbury

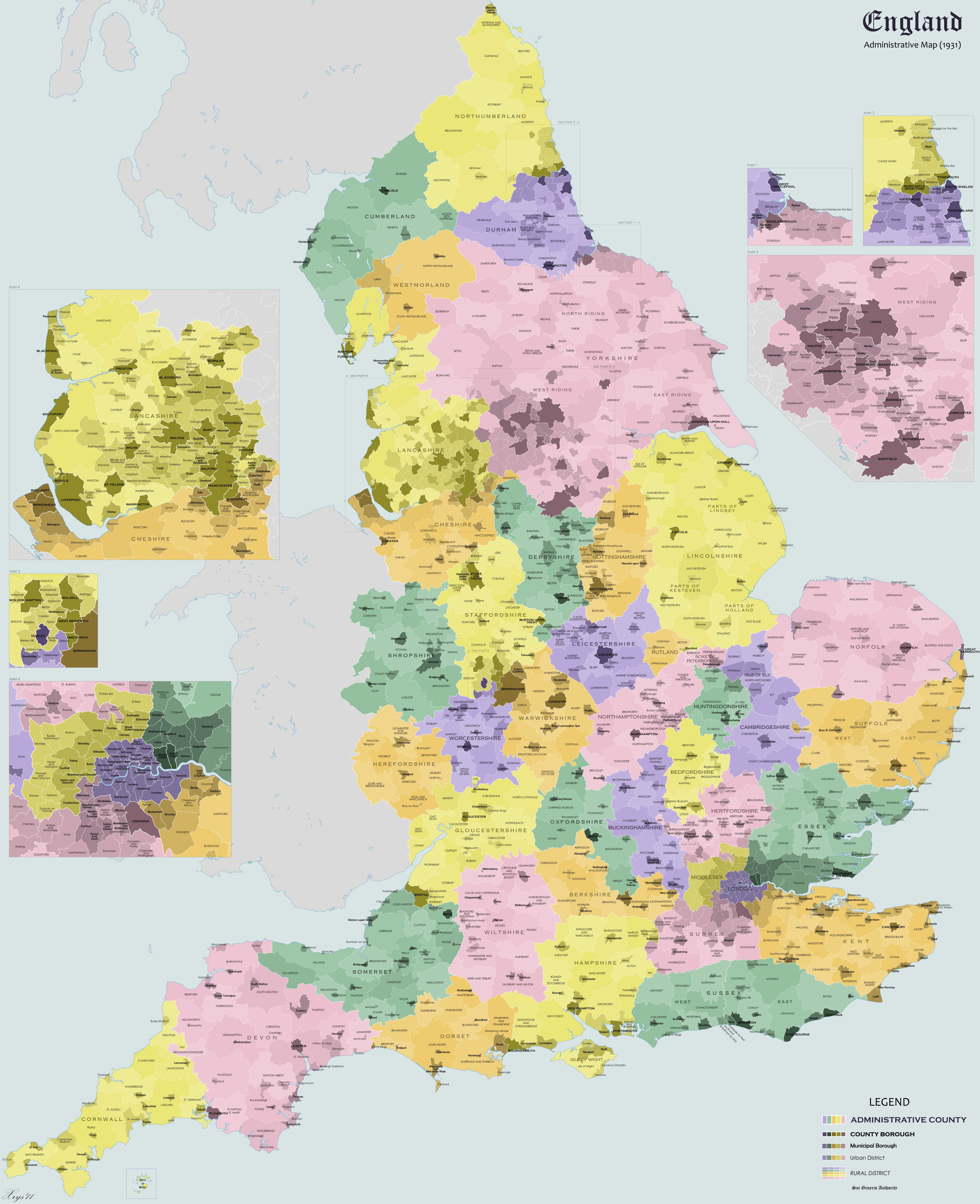
Mappa amministrativa dell'Inghilterra del 1931

Il distretto rurale di Banbury era un distretto rurale nell'Oxfordshire, in Inghilterra, dal 1894 al 1974. È stato formato in base al Local Government Act 1894 dalla maggior parte del distretto sanitario rurale di Banbury, che era stato diviso fra tre contee. La parte del Distretto rurale del Warwickshire (ad eccezione della parte del Warwickshire della parrocchia di Mollington, che si era unita all'Oxfordshire) formava il Distretto rurale di Farnborough, mentre l'area nel Northamptonshire formava il Distretto rurale di Middleton.
Copriva la zona rurale a nord, a ovest e a sud di Banbury. Il distretto si espanse nel 1932 prendendo parte del distretto rurale di Woodstock.
Nel 1974 fu abolito, sotto il Local Government Act 1972, e ora fa parte del distretto di Cherwell nell'Oxfordshire.